# معركة باركاني
معركة باركاني، أطلق عليها المجريون اسم باركاني وسماها العثمانيون جيجيرديلن (بالتركية: Ciğerdelen)‏، هي معركة دارت من 7 حتى 9 أكتوبر 1683م في بلدة باركاني في الدولة العثمانية كجزء من الحرب البولندية العثمانية (1683–1699) والحرب التركية العظمى.